# Phytomyza nemopanthi
Phytomyza nemopanthi este o specie de muște din genul Phytomyza, familia Agromyzidae, descrisă de Griffiths și Piercey-normore în anul 1995.
Este endemică în Newfoundland. Conform Catalogue of Life specia Phytomyza nemopanthi nu are subspecii cunoscute.